# Фенерлия
Фенерлия е една от най-старите породи гълъби разпространена и в България. Поради характерната опашка се наричат още и паунови гълъби и спадат към декоративните породи.

## Произход
Произхождат от Индия, Китай и Испания, където са получени в резултат на целенасочена селекция. В Европа е пренесена от Индия през XVI в., а в Германия през 1650 г. Има няколко варианта на породата като например английски, индийски и тайландски фенерлия.

## Описание
Гълъбите се характеризират с широка ветрилообразна опашка, съставена от 28 до 44 пера. Шията е опъната назад в резултат на което главата се опира в опашката. Гърдите са изпъчени, а главата и шията треперят по характерен начин. Не са добри летци. Цветът на оперението е изключително разнообразен.

## Размножаване
Изграждат гнездо е от тънки клечки и сламки, често рехаво и сравнително плоско, Снасят 2 бели яйца. Те се мътят на смени от двамата родители в продължение на около 18 дни. Малките се излюпват слепи и покрити с рядък жълт пух. При тази порода грижата за малките е доста минимална и понякога дори напълно липсвамайчин инстинкт. Поради тази причина гълабарите използват представители на други породи като приемни родители за отглеждане на малките.